# Anton-Joseph Ilk

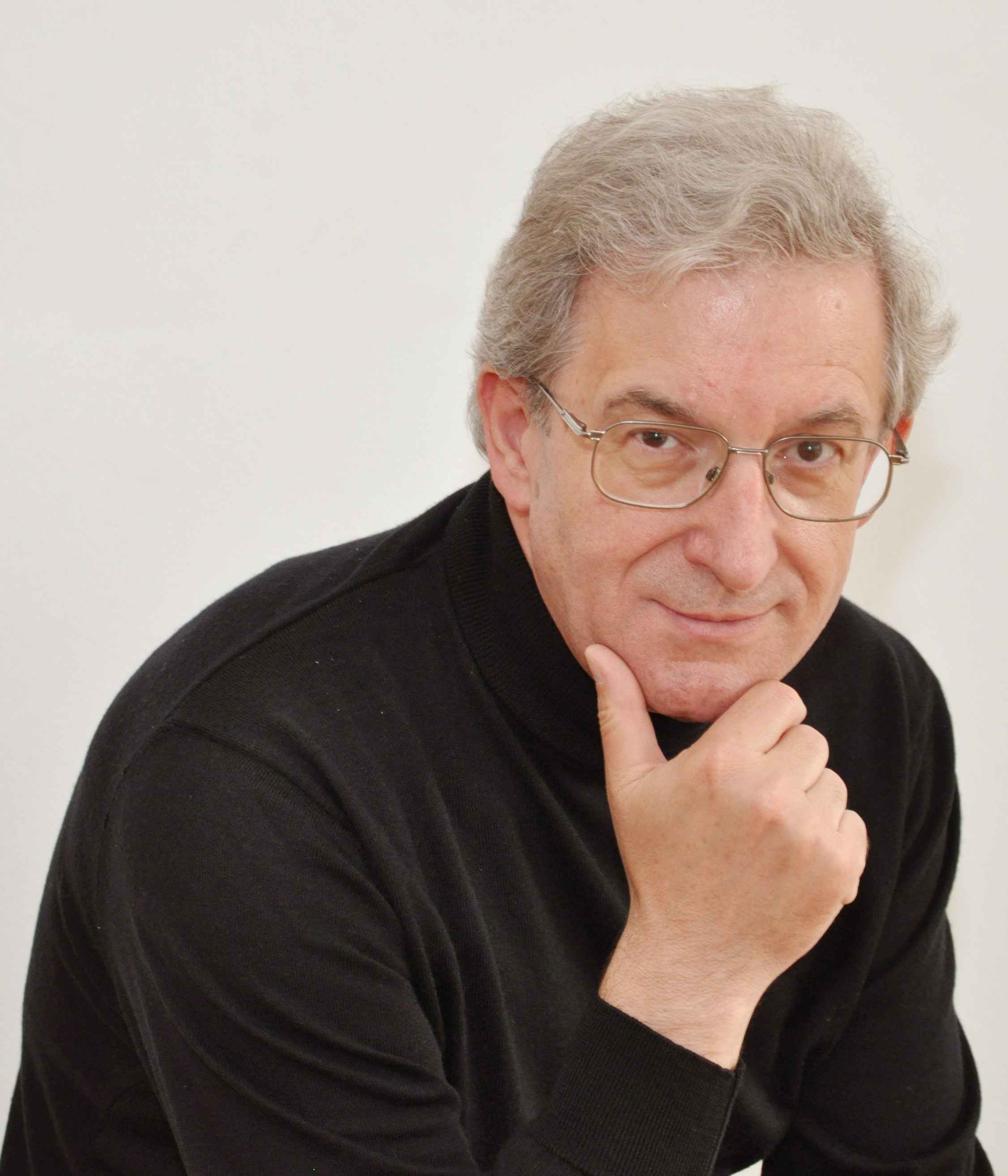
Anton-Joseph Ilk 2017

Anton-Joseph Ilk (* 8. Februar 1951 in Oberwischau (Vişeu de Sus/Rumänien)) ist ein deutschsprachiger Ethnologe und Schriftsteller.

## Biografie
Anton-Joseph Ilk wurde 1951 in Oberwischau (Vişeu de Sus/Rumänien) geboren. Nach dem Besuch der deutschen Allgemeinschule im Heimatort und der Römisch-katholischen Kantorenschule in Alba Iulia (Karlsburg) studierte er ebendort Theologie, wurde 1977 zum Priester geweiht, fungierte dann als Kaplan in Satu Mare (Sathmar) und später als Pfarrer in Baia Mare (Neustadt). 1998 kehrte Ilk in das Herkunftsland seiner Vorfahren zurück und wirkt seither als Seelsorger in der Diözese Linz. 2009 promovierte er an der Universität Wien in der Disziplin Europäische Ethnologie / Volkskunde. Das Forschungsgebiet von Anton-Joseph Ilk ist das Wassertal (rumänisch Valea Vaser mit dem Fluss Vaser) in den nordrumänischen Waldkarpaten. Zu diesem Thema publizierte er mehrere Bücher und Abhandlungen. Ilk ist Mitglied in der Deutschen Gesellschaft für Volkskunde und im Arbeitskreis Karpatendeutscher Schriftsteller.

## Werke
- Ilk, Anton-Joseph: Ter Zipser mit ter Laater. Kschichtn. Kriterion Verlag, Bukarest 1984, 148 Seiten.
- Ilk, Anton-Joseph: Der singende Tisch. Zipser Volkserzählungen I. Dacia-Verlag, Cluj-Napoca / Klausenburg 1990, 220 Seiten.
- Ilk, Anton-Joseph: Zipser Volksgut aus dem Wassertal. N. G. Elwert Verlag, Marburg 1990, 483 Seiten.
- Ilk, Anton-Joseph: Überall auf und nirgend an. Zipser Volkserzählungen II. Dacia-Verlag, Cluj-Napoca / Klausenburg 1992, 100 Seiten.
- Ilk Antal-József – Ardai Attila:  „… és ti is élni fogtok. Temetési prédikációk“. Szent Maximilian lap- és könyvkiadó, Budapest 2005, 292 Seiten.
- Ilk, Anton-Joseph: Die mythoepische Erzählwelt des Wassertales. Rolle und Funktion phantastischer Wesen im Leben der altösterreichischen Holzknechte, dargestellt in ihren mündlich überlieferten Erzählungen aus den  Waldkarpaten. Dissertation: Wien 2009, 321 Seiten.
- Ilk, Anton-Joseph – Traxler, Johann: Geschichte des deutschen Schulwesens von Oberwischau. (Veröffentlichungen zu den Zipsern im Wassertal Band 1). Verlag Haus der Heimat, Nürnberg 2009, 400 Seiten.
- Ilk, Anton-Joseph: Die mythische Erzählwelt des Wassertales. Rolle und Funktion phantastischer Wesen im Leben der altösterreichischen Holzknechte, dargestellt in ihren mündlich überlieferten Erzählungen aus den Waldkarpaten. (Veröffentlichungen zu den Zipsern im Wassertal Band 2). Adalbert-Stifter-Institut des Landes Oberösterreich, Linz 2010 (2. aktualisierte Auflage: 2011), 400 Seiten.
- Schmitzberger, Gertraude: Die Entstehung des Waldwesens im Wassertal. Redigiert, ergänzt und für den Druck bearbeitet von Druckenthaner, Kurt und Ilk, Anton-Joseph. (Veröffentlichungen zu den Zipsern im Wassertal Band 3). Verlag Haus der Heimat, Nürnberg 2014, 240 Seiten.
- Traxler, Johann – Ilk, Anton-Joseph: Liedgut und Bräuche aus dem Wassertal. Weltliche und geistliche Lieder der Oberwischauer Zipser, eingebettet in deren Traditionen. (Veröffentlichungen zu den Zipsern im Wassertal Band 4). Verlag Haus der Heimat, Nürnberg 2015, 496 Seiten.
- Ilk, Anton-Joseph: Die Unsterblichkeit der Wildfrauen. 200 mündlich überlieferte Märchen, Sagen, Schwänke, und Alltagserzählungen aus den nordrumänischen Waldkarpaten. (Veröffentlichungen zu den Zipsern im Wassertal Band 5). Adalbert-Stifter-Institut des Landes Oberösterreich, Linz 2017, 678 Seiten.
- B. Beiträge in Anthologien, Sammelbänden und Nachschlagewerken Ilk, Anton-Joseph: Sprüche auf Wandschonern in Oberwischau. In: JOV Band 33, 1990, S. 325–342. Ilk, Anton-Joseph: Volksmedizin der Oberwischauer Zipser. In: JOV Band 35, 1992, S. 288–299. Ilk, Anton-Joseph: Die drei Faschingsmänner. Zipser Brauchtum aus Oberwischau in mündlicher Überlieferung. In: Új ég és új föld. Emlékkönyv Peter Jäger 65. Születésnapjára. Szent Maximilian lap- és könyvkiadó: Budapest 2004, S. 609–633. Ilk, Anton-Joseph: Wu tås Edlweiß am schenstn plieht; Klaka; Purim; Såg, pin ich ter Fehler? Auch in Herbst pliednt ti Rosn. In: Die Erinnerung bleibt. Donauschwäbische Literatur seit 1945. Eine Anthologie. Band 3, H-J. Herausgegeben und mit einem Vorwort von Stefan Teppert. Hartmann Verlag, Sersheim 2004, S. 978–982; 775–791. Ilk, Anton-Joseph: Die Maramuresch und ihre Geschichte bis zum Ende des 14. Jahrhunderts. In:  KARPATENbeeren. Bairisch-österreichische Siedlung, Kultur und Sprache in den ukrainisch-rumänischen Waldkarpaten. Hrsg. Stephan Gaisbauer und Hermann Scheuringer. Adalbert-Stifter-Institut des Landes Oberösterreich, Linz 2006, S. 215–240. Druckenthaner, Kurt – Ilk, Anton-Joseph: Åchterholz, Kulíbn und Habou. Die Fachsprache der Holzarbeiter im Wassertal. In: KARPATENbeeren. Bairisch-österreichische Siedlung, Kultur und Sprache in den ukrainisch-rumänischen Waldkarpaten. Hrsg. Stephan Gaisbauer und Hermann Scheuringer. Adalbert-Stifter-Institut des Landes Oberösterreich, Linz 2006, S. 279–330. Ilk, Anton-Joseph: Wirklichkeit im Banne der Phantastik. Realität und Phantasie im Alltag der Zipser aus dem Wassertal. In: KARPATENbeeren. Bairisch-österreichische Siedlung, Kultur und Sprache in den ukrainisch-rumänischen Waldkarpaten. Hrsg. Stephan Gaisbauer und Hermann Scheuringer. Adalbert-Stifter-Institut des Landes Oberösterreich, Linz 2006, S. 367-390. Ilk, Anton-Joseph: Die drei Faschingsmänner. Zipser Brauchtum aus Oberwischau in mündlicher Überlieferung. In: KARPATENbeeren. Bairisch-österreichische Siedlung, Kultur und Sprache in den ukrainisch-rumänischen Waldkarpaten. Hrsg. Stephan Gaisbauer und Hermann Scheuringer. Adalbert-Stifter-Institut des Landes Oberösterreich, Linz 2006 S. 395–413. Ilk, Anton-Joseph – Mittermair, Ehrentraud: Ti plindi Wirtstochter. Herbergsspiel nach einer alten Oberwischauer Volkserzählung. In:  KARPATENbeeren. Bairisch-österreichische Siedlung, Kultur und Sprache in den ukrainisch-rumänischen Waldkarpaten. Hrsg. Stephan Gaisbauer und Hermann Scheuringer. Adalbert-Stifter-Institut des Landes Oberösterreich, Linz 2006, S. 415–425. Ilk, Anton-Joseph: Zur Sprachinsel Oberwischau. Ein Vergleich korrespondierender Sagenmotive in den Erzählungen des Salzkammergutes und des Wassertales. In: O-radl. Salzkammergut Dialektvarianten. Herausgegeben von Kurt Druckenthaner. Schriftenreihe des Vereins B-Tracht Ebensee, Ebensee 2007, S. 232–272. Anton-Joseph Ilk: Fasching in Oberwischau. In: Rieder, Walter: Fasching in Ebensee. Fåschingtåg, Fåschingtåg, kim na båid wieda…! Verein Immaterielles KulturErbe Salzkammergut (IKES), Ebensee 2008, S. 32–49; 135–141. Ilk, Anton-Joseph: Die Froschhexe; Warum schreien die Gänse in der Nacht, und warum hat die Nuss in der Mitte ein Kreuz? In: Herzhafter Hauskalender 2012. Märchen und Sagen aus den neuen EU-Mitgliedsstaaten, vom Baltikum bis Bulgarien, unter besonderer Berücksichtigung der deutschen Sprachinseln. SFW Jg. 61, Wien 2012, S. 89–91. Ilk, Anton-Joseph: Der Weihnachtsgast; Warum schreien die Gänse in der Nacht, und warum hat die Nuss in der Mitte ein Kreuz? In: Karl Kriechbaum: Literatur der Region Eferding. Anthologie. Eigenverlag, Eferding 2013, S. 47–52. Ilk, Anton-Joseph: Die mythische Wasserwelt des Traunsees. In: Seegang. Ergebnisse einer Feld-, Fels- und Wasserforschung am Traunsee. Hrsg. Kurt Druckenthaner, Stephan Gaisbauer und Klaus Petermayr. Adalbert-Stifter-Institut des Landes Oberösterreich, Linz 2013, S. 201–205. Ilk, Anton-Joseph: Deutsche Priester in der Diözese unerwünscht. In: Fink, Hans – Gehl, Hans: „Jein, Genossen!“. Rumäniendeutsche erzählen. Vom Zweiten Weltkrieg bis zum Fall des Eisernen Vorhangs. Verlag IKGS, München 2014, S. 570–584. Ilk, Anton-Joseph: Wischaudeutsch – Besonderheiten einer bairischen Mundart in den rumänischen Waldkarpaten. In: Krefeld, Thomas – Lücke, Stephan – Mages, Emma: Korpus im Text. Zwischen traditioneller Dialektologie und digitaler Geolinguistik: Der Audioatlas siebenbürgisch-sächsischer Dialekte (ASD), Herausgegeben von der Universitätsbibliothek der Ludwig-Maximilians-Universität, München 2016, S. 117–129. Ilk, Anton-Joseph: Wischaudeutsch – Besonderheiten einer bairischen Mundart in den rumänischen Waldkarpaten. In: Sprenzinger, Max: Bairisch in der Welt. Beiträge zur gleichnamigen Tagung am 16. und 17. November 2011 an der Universität Regensburg. Edition vulpes, Regensburg 2016, S. 68–80.

| Personendaten    | Personendaten                         |
| ---------------- | ------------------------------------- |
| NAME             | Ilk, Anton-Joseph                     |
| KURZBESCHREIBUNG | rumänischer Ethnologe und Geistlicher |
| GEBURTSDATUM     | 8. Februar 1951                       |
| GEBURTSORT       | Oberwischau (Vişeu de Sus/Rumänien)   |